# Liste der denkmalgeschützten Objekte in Gänserndorf
Die Liste der denkmalgeschützten Objekte in Gänserndorf enthält die 10 denkmalgeschützten, unbeweglichen Objekte der niederösterreichischen Bezirkshauptstadt Gänserndorf.

## Denkmäler
| Foto |                 | Denkmal                                                            | Standort                                          | Beschreibung                                                                     | Metadaten |
| ---- | --------------- | ------------------------------------------------------------------ | ------------------------------------------------- | -------------------------------------------------------------------------------- | --- |
| ja   | Datei hochladen | Ehem. Synagoge HERIS-ID: 113307seit 2025                           | Bahnstraße 60 Standort KG: Gänserndorf            | Das Synagogengebäude wurde 1889 von Jakob Modern errichtet.                      | BDA-Hist.: Q135167751 Status: Bescheid Stand der BDA-Liste: 2025-06-30 Name: Ehem. Synagoge GstNr.: 711 Ehem. Synagoge, Gänserndorf                          |
| ja   | Datei hochladen | Wasserpumpenanlage HERIS-ID: 110881 Objekt-ID: 128641              | Baumschulweg 102 Standort KG: Gänserndorf         | Wasserpumpenanlage der ehemaligen Baumschule mit Savonius Windrad                | BDA-Hist.: Q37821173 Status: Bescheid Stand der BDA-Liste: 2025-06-30 Name: Wasserpumpenanlage GstNr.: 1163                                                  |
| ja   | Datei hochladen | Hauptschule I und II HERIS-ID: 11039 Objekt-ID: 7108               | Eichamtstraße 4 Standort KG: Gänserndorf          | Dreigeschoßiger Bau, erbaut 1912. 2008/2009 generalsaniert                       | BDA-Hist.: Q38088077 Status: § 2a Stand der BDA-Liste: 2025-06-30 Name: Hauptschule I und II GstNr.: 791                                                     |
| ja   | Datei hochladen | Ehem. Rabbinerhaus HERIS-ID: 113308seit 2025                       | Eichamtstraße 51 Standort KG: Gänserndorf         | Nebengebäude der Synagoge                                                        | BDA-Hist.: Q135167745 Status: Bescheid Stand der BDA-Liste: 2025-06-30 Name: Ehem. Rabbinerhaus GstNr.: 711                                                  |
| ja   | Datei hochladen | Jüdischer Friedhof HERIS-ID: 10635 Objekt-ID: 6696                 | südwestlich Hofstetten 2 Standort KG: Gänserndorf | Der Friedhof mit kleinem Taharahaus im Süden des Ortes wurde 1884 errichtet.     | BDA-Hist.: Q22814813 Status: § 2a Stand der BDA-Liste: 2025-06-30 Name: Jüdischer Friedhof GstNr.: 1651/1 Jewish cemetery in Gänserndorf                     |
| ja   | Datei hochladen | Kath. Pfarrkirche hll. Schutzengel HERIS-ID: 10244 Objekt-ID: 6297 | Kirchenplatz 1 Standort KG: Gänserndorf           | Im Kern spätromanische ehemalige Wehrkirche, 1695 barockisiert, 1961 erweitert   | BDA-Hist.: Q22691988 Status: § 2a Stand der BDA-Liste: 2025-06-30 Name: Kath. Pfarrkirche hll. Schutzengel GstNr.: 1 Stadtpfarrkirche Gänserndorf            |
| ja   | Datei hochladen | Figurenbildstock Pietà HERIS-ID: 10638 Objekt-ID: 6699             | bei Kirchenplatz 10 Standort KG: Gänserndorf      | Pietà auf Säule, bezeichnet 1699                                                 | BDA-Hist.: Q38075006 Status: § 2a Stand der BDA-Liste: 2025-06-30 Name: Figurenbildstock Pietà GstNr.: 1                                                     |
| ja   | Datei hochladen | Aufnahmsgebäude Gänserndorf HERIS-ID: 10637 Objekt-ID: 6698        | Nordbahnstraße 1 Standort KG: Gänserndorf         | Eingeschoßiger langgestreckter Bau, erbaut 1903                                  | BDA-Hist.: Q106814623 Status: Bescheid Stand der BDA-Liste: 2025-06-30 Name: Aufnahmsgebäude Gänserndorf GstNr.: 2414/17 Aufnahmsgebäude Bahnhof Gänserndorf |
| ja   | Datei hochladen | Rathaus, ehem. Schloss HERIS-ID: 10245 Objekt-ID: 6298             | Rathausplatz 1 Standort KG: Gänserndorf           | Ehemaliger Edelhof, 1925 historisierend wiederaufgebaut, 1945 völlig ausgebrannt | BDA-Hist.: Q38061675 Status: § 2a Stand der BDA-Liste: 2025-06-30 Name: Rathaus, ehem. Schloss GstNr.: 2678 Rathaus Gänserndorf                              |
| ja   | Datei hochladen | Bezirkshauptmannschaft HERIS-ID: 10636 Objekt-ID: 6697             | Schönkirchner Straße 1 Standort KG: Gänserndorf   | Dreigeschoßiger Bau, erbaut 1901                                                 | BDA-Hist.: Q38074967 Status: § 2a Stand der BDA-Liste: 2025-06-30 Name: Bezirkshauptmannschaft GstNr.: 417                                                   |